# 多花柽柳
多花柽柳（学名：Tamarix hohenackeri）为柽柳科柽柳属下的一个种。